# Ледерин
Ледери́н (от нем. Leder — «кожа») — материал для переплётов на тканевой или бумажной основе, имитирующий кожу. В отличие от коленкора ледерин водостоек, имеет глянцевую поверхность с рисунком.

## Виды ледерина

### Ледерин на тканевой основе
Ледерин, для производства которого используется хлопчатобумажная ткань. Сама ткань может быть отбелённой, суровой или крашеной. Обычно для этой цели применяется миткаль или подобная ему, но более дорогая ткань. На изнаночную сторону ткани наносится слой крахмального грунта, а лицевая сторона покрывается эластичной плёнкой, имитирующей кожу.
У ледерина марки А в качестве покрытия используется нитроцеллюлоза, в которую добавляют пигмент, наполнитель и пластификатор. Ледерин марки Б имеет полиамидное покрытие.
Ледерин на тканевой основе прочен на истирание и разрыв, стоек при изгибах, хорошо воспринимает тиснение переплётной фольгой и трафаретную печать, но плохо — печать переплётными красками. Для увеличения прочности поверхностного слоя на истирание, повышения качества тиснения фольгой и печати красками, а также для появления возможности печати переплётными красками используется дополнительная отделка покрытия полиамидным лаком.
Ледерин на тканевой основе достаточно жёсткий и грубый. Этот недостаток особенно заметен, когда в таком переплёте выпускаются издания небольшого формата или небольшого объёма. Другой недостаток ледерина — дороговизна.

### Бумажный ледерин
Бумажный ледерин изготавливается, соответственно, на бумажной основе, которая покрывается нитрополиамидным слоем и полиамидным лаком. Такой ледерин достаточно прочен на разрыв и истирание. Также, по сравнению с ледерином на тканевой основе, бумажный ледерин более дешёв. Однако он более чем в шесть раз менее устойчив к излому (не более 300 двойных перегибов), поэтому переплётные крышки из бумажного ледерина быстро ломаются в местах изгиба. Обычно бумажный ледерин используют для сторонок составной переплётной крышки, в то время как корешок делают из ткани.